# مات مادن
مات مادن (بالإنجليزية: Matt Madden)‏ هو فنان قصص مصورة ورسام كارتون أمريكي، ولد في 1968 في نيويورك في الولايات المتحدة.

## وصلات خارجية
- الموقع الرسمي